# Les Mées (Sarthe)
Pour les articles homonymes, voir Mée (homonymie).
Les Mées sont une commune française, située dans le département de la Sarthe en région Pays de la Loire, peuplée de 105 habitants.
La commune fait partie de la province historique du Maine, et se situe dans le Saosnois.

## Géographie
La petite rivière Bienne arrose la commune au nord-ouest formant limite avec Louvigny, alors que la Saosnette, à l'extrémité sud, traverse la commune d'est en ouest. En dehors du bourg, le principal hameau est la Roche.

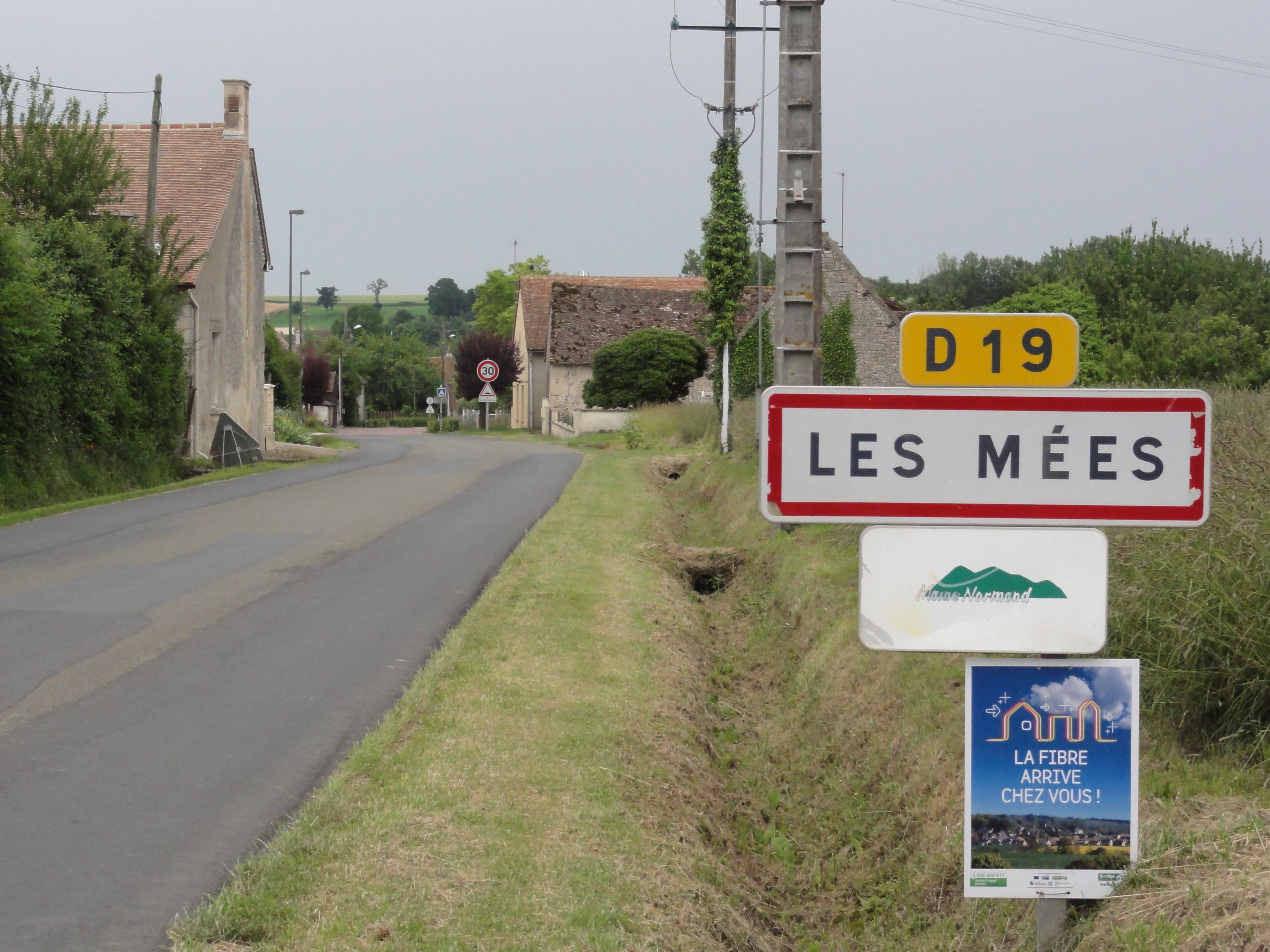
Entrée du village

| Louvigny                    | Saint-Rémy-du-Val | Saint-Rémy-du-Val, Saosnes |
| Thoiré-sous-Contensor       | des Mées          | Courgains                  |
| Thoiré-sous-Contensor, René | René              | Thoigné                    |

### Climat
Pour des articles plus généraux, voir Climat des Pays de la Loire et Climat de la Sarthe.
En 2010, le climat de la commune est de type climat océanique dégradé des plaines du Centre et du Nord, selon une étude du CNRS s'appuyant sur une série de données couvrant la période 1971-2000. En 2020, Météo-France publie une typologie des climats de la France métropolitaine dans laquelle la commune est exposée à un climat océanique altéré et est dans une zone de transition entre les régions climatiques « Normandie (Cotentin, Orne) » et « Moyenne vallée de la Loire ». 
Pour la période 1971-2000, la température annuelle moyenne est de 10,7 °C, avec une amplitude thermique annuelle de 13,9 °C. Le cumul annuel moyen de précipitations est de 714 mm, avec 11,6 jours de précipitations en janvier et 7,3 jours en juillet. Pour la période 1991-2020, la température moyenne annuelle observée sur la station météorologique de Météo-France la plus proche, « Commerveil_sapc », sur la commune de Commerveil à 9 km à vol d'oiseau, est de 11,9 °C et le cumul annuel moyen de précipitations est de 712,2 mm,. Pour l'avenir, les paramètres climatiques de la commune estimés pour 2050 selon différents scénarios d'émission de gaz à effet de serre sont consultables sur un site dédié publié par Météo-France en novembre 2022.

## Urbanisme

### Typologie
Au 1er janvier 2024, Les Mées sont catégorisées commune rurale à habitat très dispersé, selon la nouvelle grille communale de densité à sept niveaux définie par l'Insee en 2022.
Elle est située hors unité urbaine. Par ailleurs la commune fait partie de l'aire d'attraction de Mamers, dont elle est une commune de la couronne,. Cette aire, qui regroupe 21 communes, est catégorisée dans les aires de moins de 50 000 habitants,.

### Occupation des sols
L'occupation des sols de la commune, telle qu'elle ressort de la base de données européenne d’occupation biophysique des sols Corine Land Cover (CLC), est marquée par l'importance des territoires agricoles (100 % en 2018), une proportion identique à celle de 1990 (100 %). La répartition détaillée en 2018 est la suivante : 
terres arables (80,1 %), prairies (14,9 %), zones agricoles hétérogènes (5 %). L'évolution de l’occupation des sols de la commune et de ses infrastructures peut être observée sur les différentes représentations cartographiques du territoire : la carte de Cassini (XVIIIe siècle), la carte d'état-major (1820-1866) et les cartes ou photos aériennes de l'IGN pour la période actuelle (1950 à aujourd'hui).

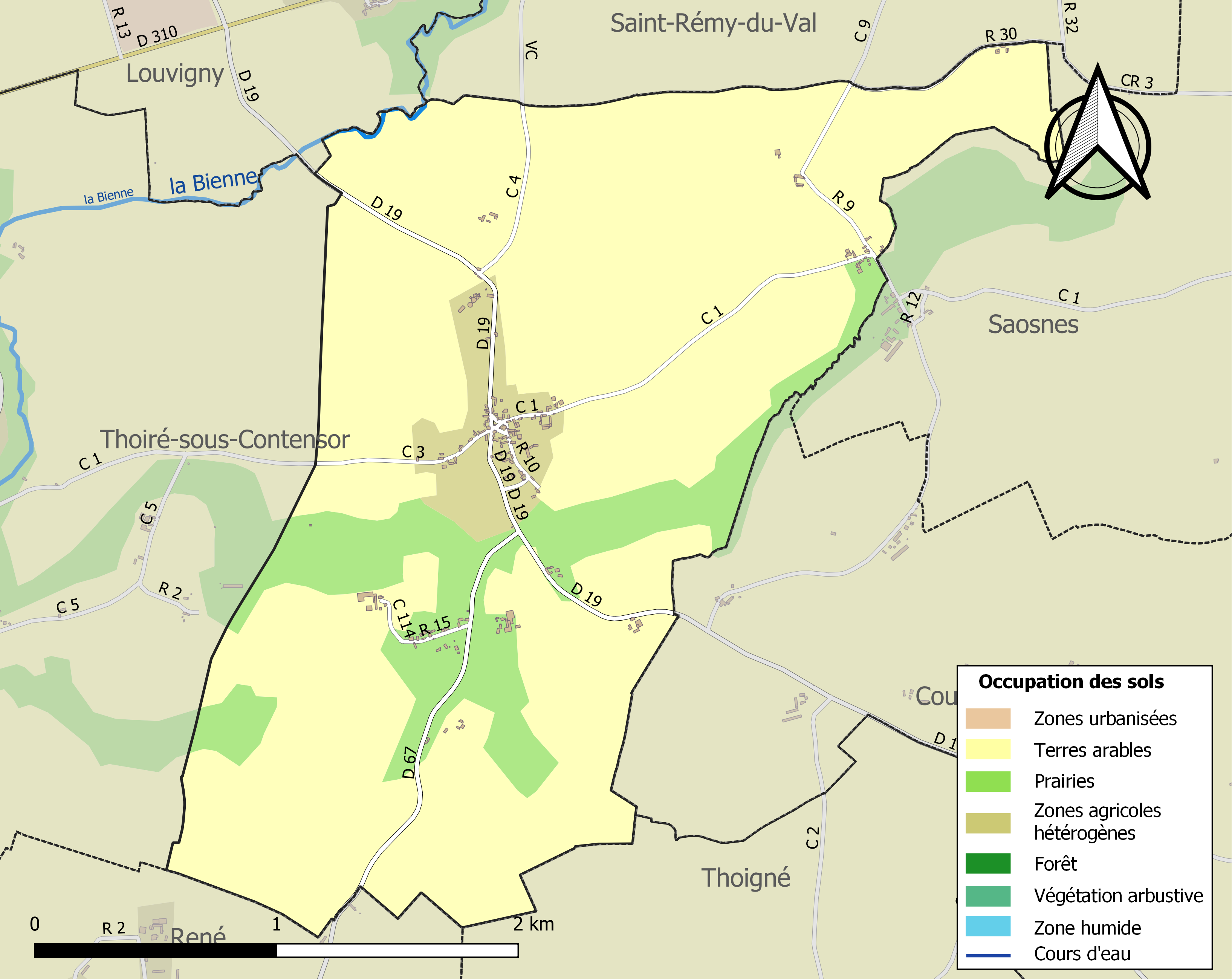
Carte des infrastructures et de l'occupation des sols de la commune en 2018 (CLC).

## Toponymie
Les Mées, de messis : la moisson, nourriture.[réf. nécessaire]
Le gentilé est Méen.

## Histoire
La seigneurie était annexée au château de la Roche. Cette seigneurie dépendait de la châtellenie de Moulins — de Saint-Rémy-du-Plain — avant de passer dans la possession des moines de la Couture du Mans.

## Politique et administration
| Période                                  | Période   | Identité           | Étiquette | Qualité                                                   |
| ---------------------------------------- | --------- | ------------------ | --------- | --------------------------------------------------------- |
| 1983                                     | mars 2008 | Georges Provost    |           |                                                           |
| mars 2008                                | mars 2014 | Michel Proust      | SE        | Agriculteur                                               |
| mars 2014                                | mai 2020  | Jean-Patrick Vitsé | SE        | Retraité                                                  |
| mai 2020                                 | En cours  | Yveline Assier     | SE        | Retraitée de la Direction générale des finances publiques |
| Les données manquantes sont à compléter. |           |                    |           |                                                           |

Le conseil municipal est composé de onze membres dont le maire et deux adjoints.

## Démographie
L'évolution du nombre d'habitants est connue à travers les recensements de la population effectués dans la commune depuis 1793. Pour les communes de moins de 10 000 habitants, une enquête de recensement portant sur toute la population est réalisée tous les cinq ans, les populations de référence des années intermédiaires étant quant à elles estimées par interpolation ou extrapolation. Pour la commune, le premier recensement exhaustif entrant dans le cadre du nouveau dispositif a été réalisé en 2006.
En 2022, la commune comptait 105 habitants, en évolution de +1,94 % par rapport à 2016 (Sarthe : −0,25 %, France hors Mayotte : +2,11 %).
Les Mées ont compté jusqu'à 371 habitants en 1841.
| 1793 | 1800 | 1806 | 1821 | 1831 | 1836 | 1841 | 1846 | 1851 |
| ---- | ---- | ---- | ---- | ---- | ---- | ---- | ---- | ---- |
| 245  | 240  | 304  | 324  | 355  | 361  | 371  | 363  | 353  |

| 1856 | 1861 | 1866 | 1872 | 1876 | 1881 | 1886 | 1891 | 1896 |
| ---- | ---- | ---- | ---- | ---- | ---- | ---- | ---- | ---- |
| 350  | 364  | 301  | 308  | 291  | 287  | 285  | 250  | 225  |

| 1901 | 1906 | 1911 | 1921 | 1926 | 1931 | 1936 | 1946 | 1954 |
| ---- | ---- | ---- | ---- | ---- | ---- | ---- | ---- | ---- |
| 230  | 241  | 246  | 265  | 229  | 190  | 216  | 228  | 216  |

| 1962 | 1968 | 1975 | 1982 | 1990 | 1999 | 2006 | 2011 | 2016 |
| ---- | ---- | ---- | ---- | ---- | ---- | ---- | ---- | ---- |
| 196  | 186  | 161  | 149  | 117  | 107  | 100  | 102  | 103  |

| 2021 | 2022 | - | - | - | - | - | - | - |
| ---- | ---- | - | - | - | - | - | - | - |
| 102  | 105  | - | - | - | - | - | - | - |

## Lieux et monuments
- Église Saint-Malo du XVIe. Statues en terre cuite polychrome de la Vierge et de sainte Barbe (XVIIe ou XVIIIe siècle) et Christ en bois. Retable du maître-autel de 1755 en pierre polychrome.
- Ancien prieuré du Boulay XIIIe.
- Ancien presbytère du XVIIIe.
- Monument aux morts.

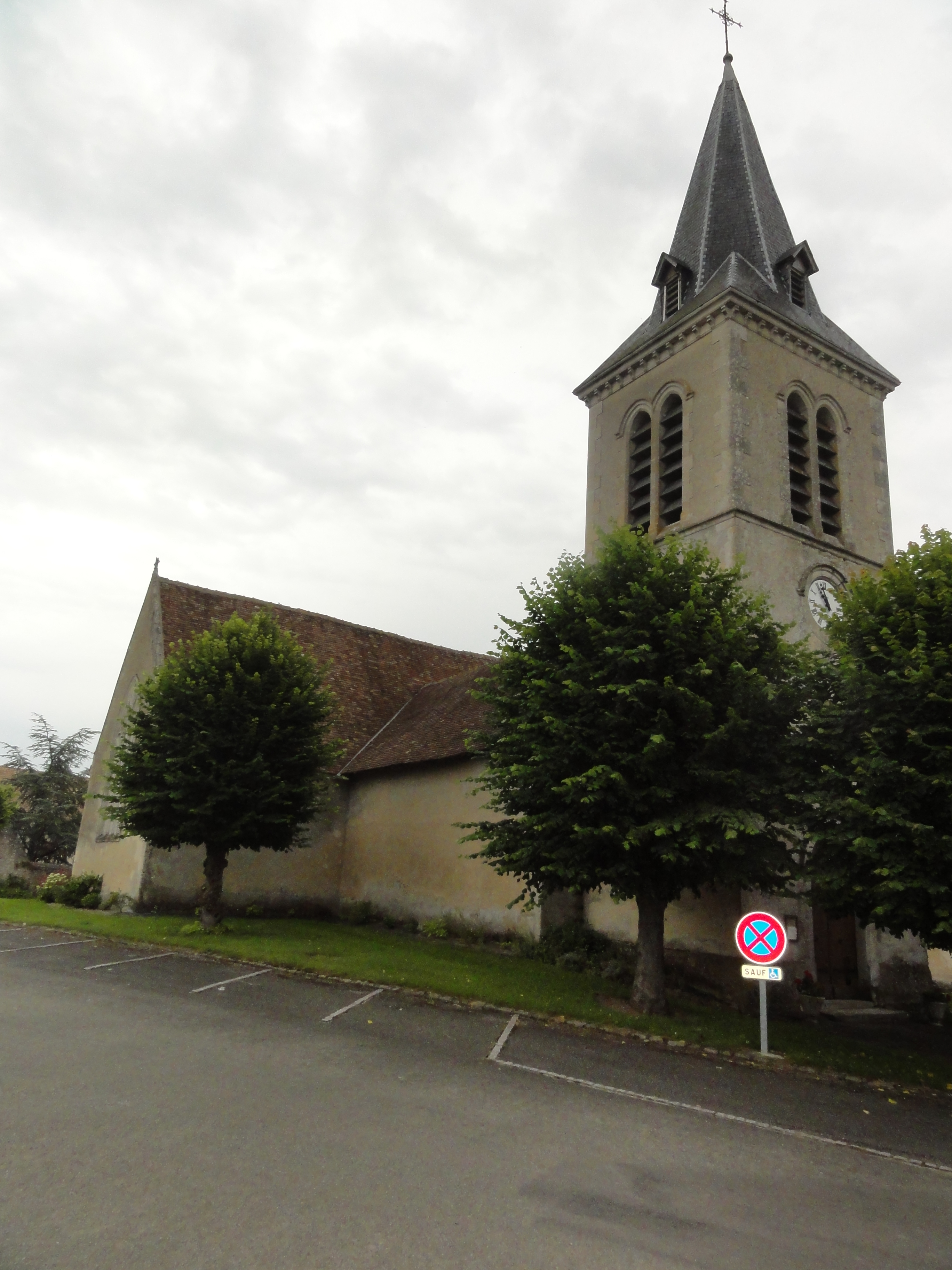
Église Saint-Malo.
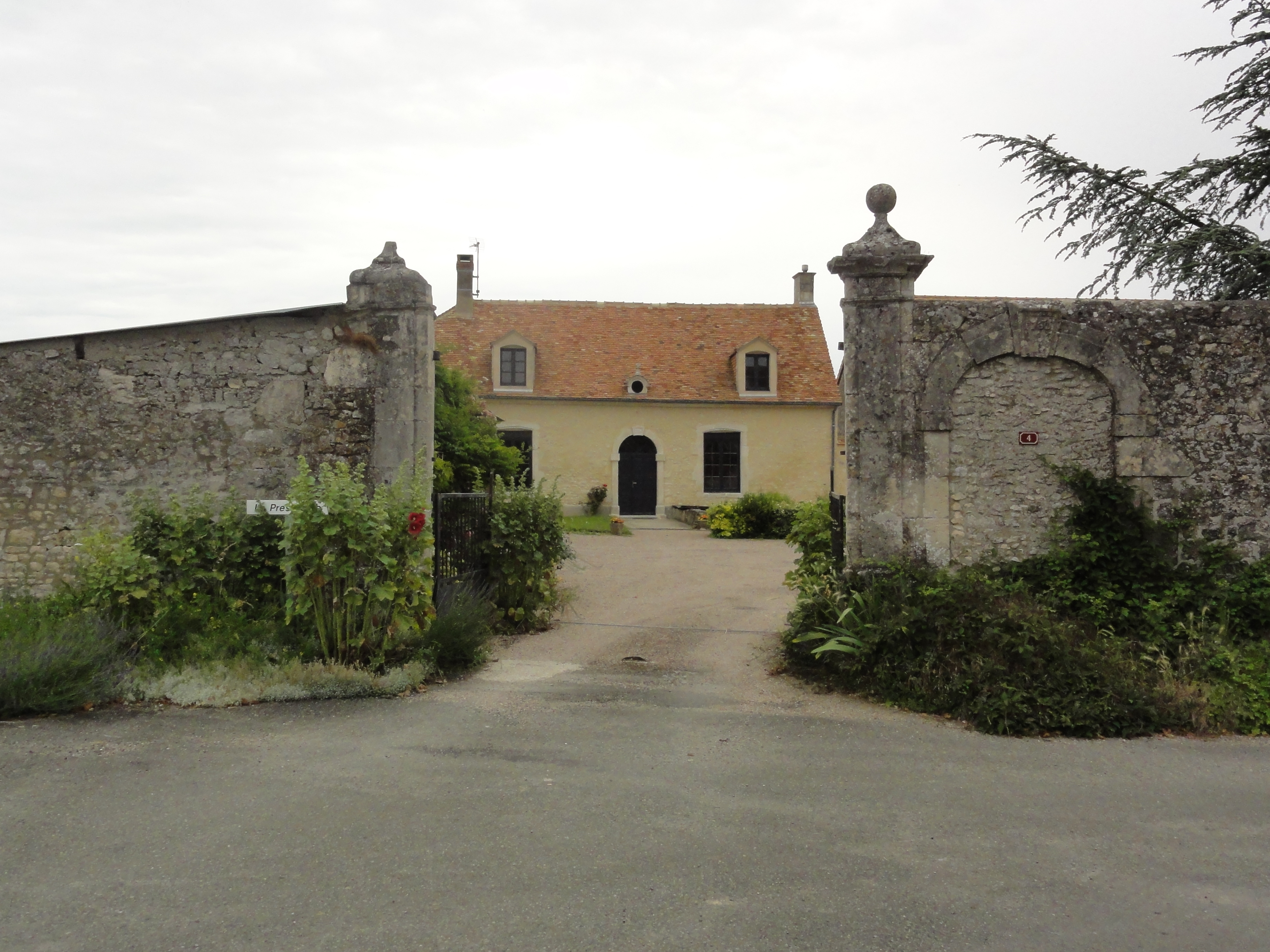
Le presbytère.
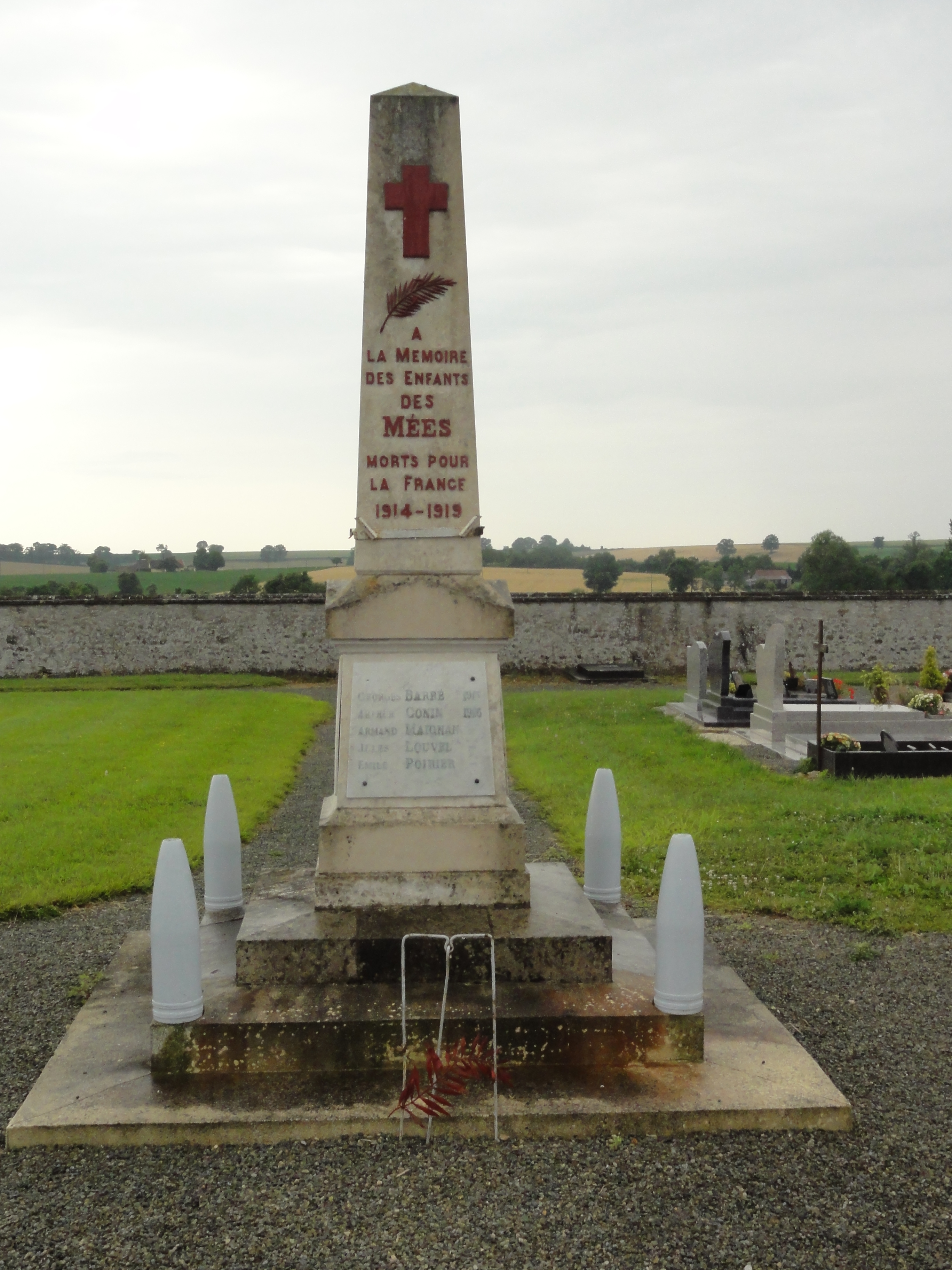
Monument aux morts.

## Sources et références